# Łuskowiec białobrzuchy
Łuskowiec białobrzuchy, łuskowiec leśny (Phataginus tricuspis) – ssak łożyskowy zaliczany do łuskowców. Występuje w zachodniej i centralnej części Afryki subsaharyjskiej. Narażony na wyginięcie.
SystematykaGatunek opisał po raz pierwszy Constantine Samuel Rafinesque w 1821 na podstawie holotypu z Gwinei. Wyróżniono dwa podgatunki – nominatywny oraz P. t. mabirae.
Zasięg występowaniaZasięg występowania łuskowców leśnych rozciąga się od Gwinei Bissau przez Gwineę, Sierra Leone i większość zachodniej Afryki aż po Afrykę Środkową. Najdalej na wschód sięga w południowo-zachodniej Kenii i północno-zachodniej Tanzanii (na zachód od jeziora Tanganika), na południe natomiast po północno-zachodnią Zambię i północną Angolę. Odnotowowany został również na Bioko. Nie ma wiarygodnych obserwacji z Senegambii.
MorfologiaDługość ciała wynosi 31–45 cm, masa ciała 4,5–14 kg. Całe ciało z wyjątkiem przodu głowy, wewnętrznej strony nóg i brzucha pokryte jest łuskami o barwie od ciemnobrązowej, przez rudobrunatny po żółtobrązowy. Czaszka jest wydłużona, pazury długie i zagięte. Łuskowce leśne są mniejsze od olbrzymich (M. gigantea), mają również smuklejsze ogony, niż pozostałe afrykańskie i azjatyckie łuskowce.
Ekologia i zachowanieŚrodowiskiem życia łuskowców leśnych są głównie dziewicze lasy tropikalne. Natrafić na nie można zarówno na drzewach, jak i na ziemi. Pożywieniem tych ssaków są owady, głównie mrówkowate i termity. Są samotnikami. Z budowy mózgu tych ssaków wynika, że dominujących u nich zmysłem jest węch. Nie ma dokładnych danych co do pory rozrodu, być może występuje o dowolnej porze roku. Ciąża trwa blisko 150 dni. Samica rodzi jedno młode, sporadycznie dwa. Dokładny czas życia nie jest znany, pewien osobnik przeżył w niewoli przynajmniej 13,5 roku.
Status i zagrożeniaIUCN uznaje łuskowca leśnego za gatunek narażony na wyginięcie (VU, Vulnerable) od 2014 roku (stan w 2018). Wcześniej w 2008 uznany został za gatunek bliski zagrożenia (NT, Near Threatened), a w 1996 najmniejszej troski (LC, Least Concern). W latach 90. XX wieku miał być bliski wymarcia w Rwandzie i zanikający w Ghanie i Gwinei. Jest to jednak najpospolitszy z afrykańskich łuskowców, w odpowiednim środowisku osiągając stosunkowo duże zagęszczenie.